# Роберт Вілсон Гіббс
Роберт Вілсон Гіббс (англ. Robert Wilson Gibbes; Чарлстон, Південна Кароліна, 8 липня 1809 — Колумбія, Південна Кароліна, 15 жовтня 1866) — американський натураліст і лікар.

## Біографія
Гіббс народився в Чарлстон в 1809 році. Його батька, який був юристом, звали Вільям Газел Гіббс, а матір — Мері Вілсон. У 1827 році закінчив Університет Південної Кароліни, де став доцентом геології та хімії.
Влітку 1827 і 1828 років вивчав медицину у Філадельфії, потім вступив до Державного медичного коледжу Південної Кароліни, де отримав ступінь доктора медицини в 1830 році. Після звільнення з посади в Університеті Південної Кароліни в 1934 році Гіббс переїхав до Колумбії і відкрив там медичну практику, яку підтримував до кінця свого життя. У 1827 році він одружився з Кароліною Гіньяр, з якою мав 12 дітей.
Гіббс мав великий інтерес до природної історії. Збирав зразки птахів, раковини молюсків і мінерали. Його особливо цікавили скам'янілі рештки хребетних, і саме в галузі палеонтології він зробив свій найбільший внесок. Серед цих важливих досліджень — «Опис зуба нової викопної тварини, знайденої в Зелених пісках Південної Кароліни», опублікований у 1845 році в «Працях Академії природничих наук Філадельфії». Гіббс описав і назвав Dorudon serratus, вид археоцета, раніше невідомого примітивного кита.
Протягом наступних шести років він публікував статті про викопні зуби акул і вимерлі види мозазавридів і китоподібних. Він також брав участь у роботі Американської асоціації розвитку науки, однієї з багатьох наукових організацій, членом якої він був. У 1849 році він опублікував книгу «Сучасна Земля, залишки стародавнього світу», в якій обговорював, чи була Земля на мільйони років старшою, ніж прийнято вважати. Однак він наполягав на тому, що цей факт можна легко узгодити з біблійною історією створення, що дозволить йому пояснити давній вік скам'янілостей, не ставлячи під сумнів достовірність Книги Буття. Свою останню наукову роботу він опублікував у 1850 році.
Гіббс був великим шанувальником мистецтва і мав значну колекцію робіт. У 1846 році він завершив «Мемуари Джеймса де Во з Чарлстона, штат Южная Кароліна», його власну біографію художника. Він також цікавився історією Америки і в 1853 році опублікував «Документальну історію американської революції».
Протягом більшої частини своєї кар'єри Гіббс відігравав активну роль у Державному сільськогосподарському товаристві Південної Кароліни та Медичній асоціації Південної Кароліни. Він брав участь у культурних і громадських справах Колумбії і двічі обіймав посаду мера міста. У 1852 році він придбав The Daily South Carolinian і був редактором з 1852 по 1858 рік.
Під час Громадянської війни в Америці він був генеральним хірургом Південної Кароліни та намагався покращити медичний потенціал Конфедерації. Коли війська Союзу захопили місто в лютому 1865 року, вони знищили його будинок і колекції. Гіббс помер у Колумбії 15 жовтня 1866 року.